# Grifola
Grifola Gray (żagwica) – rodzaj grzybów z rodziny Grifolaceae. W Polsce występuje jeden gatunek.

## Charakterystyka
Grzyby nadrzewne, saprotroficzne, poliporoidalne. Bazydiokarpy roczne, z kapeluszami na krótkich trzonach, rosnące kępkami. Powierzchnia szara do brązowawej, drobnoziarnista, owłosiona lub naga. Trzon rozgałęziony, dający początek dużej liczbie nerkowatych kapeluszy. Hymenofor poroidalny, powierzchnia porów biała do kremowej, pory kanciaste, 2–4 na mm, zbiegające na trzon. Kontekst biały do bladopłowego. System strzępkowy dimityczny, strzępki generatywne ze sprzążkami, cystyd brak. Bazydiospory jajowate do elipsoidalnych. Najczęściej owocniki wyrastają na ziemi przy pniach lub pniakach, powodując białą zgniliznę drzew liściastych i iglastych.
Grifola charakteryzuje się dużymi, rosnącymi w kępkach owocnikami na ziemi u podstawy drzew lub pniaków. Może to być powiązana z rodzajem Meripilus, który ma niemal identyczne bazydiospory i również powoduje białą zgniliznę zaatakowanego drewna, jednakże ma strzępki generatywne z prostymi przegrodami i strzępki generatywne częściowo tylko zesklerowacone, zamiast właściwych strzępek szkieletowych.

## Systematyka i nazewnictwo
Pozycja w klasyfikacji według Index Fungorum: Meripilaceae, Polyporales, Incertae sedis, Agaricomycetes, Agaricomycotina, Basidiomycota, Fungi.
Synonimy naukowe: Cautinia Maas Geest., Cladodendron Lázaro Ibiza, Cladomeris Quél., Merisma (Fr.) Gillet, Polypilus P. Karst., Polyporus trib. Merisma Fr.
Polska nazwa pojawiła się w pracy Stanisława Domańskiego i in. w 1967 r. W polskim piśmiennictwie mykologicznym należące do tego rodzaju gatunki opisywane były także jako huba, żagiew i wielogłówka.
Gatunki:
- Grifola acanthoides (Bull.) Pilát 1934
- Grifola amazonica Ryvarden 2004
- Grifola armeniaca Corner 1989
- Grifola colensoi (Berk.) G. Cunn. 1965
- Grifola frondosa (Dicks.) Gray 1821 – żagwica listkowata
- Grifola gargal Singer 1969
- Grifola platypora Gray 1821
- Grifola rosularis (G. Cunn.) G. Cunn. 1965
- Grifola sordulenta (Mont.) Singer 1962

Wykaz gatunków i nazwy naukowe na podstawie Index Fungorum. Nazwy polskie według W. Wojewody.